# Балясний Михайло Якович
Миха́йло Я́кович Баля́сний (5 листопада 1867 — ?) — військовий прокурор Дієвої армії Української Народної Республіки.

## Біографія
Михайло Балясний народився 5 листопада 1867 року на Харківщині. Закінчив Харківський університет, у 1891 році — Московське піхотне училище. Вийшов підпоручиком до 4-ї артилерійської бригади. У 1903 році закінчив Олександрійську військово-юридичну академію, служив на військово-юридичних посадах у Санкт-Петербурзькому військово-окружному суді.
З 6 грудня 1907 року — полковник. З 18 грудня 1914 року — військовий суддя військово-окружного суду генерал-губернаторства Галичини. З серпня 1915 року — генерал-майор, військовий суддя Приамурського військово-окружного управління.
У 1918 році — товариш військового прокурора Київського вищого військового суду Української Держави. З 11 квітня 1919 року — тимчасово приділений до штабу Північної групи Дієвої армії УНР. З травня 1919 року — виконувач обов'язків начальника прокурорського нагляду та голова штабового суду Головного управління Генерального штабу Української Народної Республіки.
Восени 1919 року перейшов до Збройних Сил Півдня Росії. У листопаді 1920 року у складі військ Російської армії Петра Врангеля виїхав з Криму. Подальша доля невідома.